# Gediminas
Gediminas či počeštěle Gedymín (kolem 1275–1341) byl v letech 1316–1341 litevským velkoknížetem, prvním z dynastie Gediminovců (vládnoucí rod byl nazván podle Gediminase samého, ačkoliv podle analogie s jeho vnukem Jogailou by měl být posledním členem dynastie předchozí). Používal titulatury král Litevců a Rusů (rex Litvinorum et Ruthenorum) a položil základní kámen k mocenskému postavení Litvy v severovýchodní Evropě. Za jeho panování dosáhl litevský stát mnohem větší rozlohy než jeho východní sousedé, sjednocující se moskevské a tverské knížectví, a stal se tak vážným konkurentem Moskvy ve snaze o ovládnutí ruských zemí.

## Územní expanze
Za Gediminasovy vlády došlo k prudké expanzi, díky které se litevská svrchovanost rozšířila jižním směrem až k řekám Západnímu Bugu a Pripjati (byl získán Minsk, Turov, Pinsk, Litevci se pokusili také o dobytí Kyjeva) a na východě po střední tok Dněpru (Vitebsk získal sňatkem Gediminasův syn Algirdas, přechodně byl dobyt také starobylý Smolensk). Pod moc Litvy se tak dostaly významné obchodní stezky a země se zapojovala do obchodního spojení mezi střední a východní Evropou.

## Boj s řádem německých rytířů
V boji proti agresi livonské větve řádu německých rytířů získal Gediminas roku 1322 spojence přímo na území Livonska, samosprávu města Rigy a rižského arcibiskupa Fridricha z Pernštejna, kteří měli s rytíři vážné spory. Jejich prostřednictvím se obrátil roku 1323 na papeže Jana XXII., důležitá německá přístavní a obchodní města, františkány a dominikány v Sasku. Informoval je o svém úmyslu nechat se pokřtít (Litva byla v té době pohanskou zemí) a zval do své země duchovní i kolonisty. Zároveň obvinil řád, že svým jednáním zprofanoval křesťanství v takové míře, že ho nyní Gediminasovi poddaní nenávidí. Papež požádal livonské rytíře, aby uzavřeli s Litvou mír (1323) a vyslal na Litvu své poselstvo (1324). Papežští legáti však brzy zjistili, že Gediminas bude sice nadále na svém území křesťany tolerovat, sám však křest nepřijme, smysl jeho dopisů byl prý v tomto ohledu zkreslen, a nebude v tom ani nikoho povzbuzovat. V důsledku tohoto vývoje událostí nepovažoval řád smlouvu s Litvou za závaznou a ještě koncem roku 1324 obnovil útoky. Válka se protáhla až do roku 1338. V jejím průběhu zaútočili na Litvu také němečtí rytíři z Prus, počátkem roku 1329 napadli v koordinované akci s českým vojskem Jana Lucemburského Žmuď (Žemaitsko).
Společný nepřítel sblížil Gediminase s polským králem Vladislavem Lokýtkem. Roku 1325 spolu uzavřeli obranný a útočný spolek proti řádu. Spojenectví bylo stvrzeno sňatkem Gediminasovy dcery Aldony (po přijetí křtu Anna) s následníkem trůnu Kazimírem. Polsko-litevské spojenectví však vzalo po nástupu Kazimíra III. na trůn (1333) rychle za své a během následujících bojů o Halič a Volyň nabyly vztahy mezi Polskem a Litvou čistě konfrontačního charakteru.